# Inundační most (Stará Hlína)
Kamenný inundační most přemosťuje řeku Lužnici, stojí na katastrálním území Stará Hlína v části obce Třeboň v okrese Jindřichův Hradec. V roce 1963 byl zapsán do Ústředního seznamu kulturních památek České republiky.

## Historie
Při výstavbě rybníka Rožmberk (1584–1590) byla zaplavena rozsáhlá území včetně tzv. Moravské cesty z Třeboně do Jindřichova Hradce a dál na Moravu. Aby formani nemuseli objíždět zatopenou oblast, nechal v roce 1594 Jakub Krčín z Jelčan vybudovat 902 m dlouhý dřevěný most a v roce 1604 druhý kratší. Mosty byly často poškozovány a ničeny povodněmi. V roce 1741 byly mosty zničeny francouzskou posádkou usídlenou v Třeboni, aby ztížily postup habsburské armády. Kamenný most přes záplavové území řeky Lužnice nechal v roce 1799 postavit krumlovský vévoda, kníže Jan Schwarzenberg. Stavitelem byl Josef Rosenauer, pozdější autor Schwarzenberského a Vchynicko-tetovského plavebního kanálu. Most sloužil dálkové dopravě až do roku 1988, kdy byla silnice I/34 přeložena na novou souběžnou trasu s novým mostem.  Od té doby slouží barokní most pro provoz na místní komunikaci.

## Popis
Inundační most dlouhý 119 m přemosťuje řeku Lužnici, která protéká pod třetím obloukem (od severu), a její záplavový prostor. Je postaven z lomového kamene o dvanácti polích s parapetními zídkami. Mostní klenby jsou polokruhové s rozpětím 7,20 m. Mostní pilíře jsou vyzděny z kamenných kvádrů na obou stranách předsazené. Před pilíře jsou předsazena zhlaví, která jsou vyzděna z kamenných kvádrů s permlovaným povrchem, v horních částech jsou ukončena půljehlanovými kvádry. Po obou stranách mostu jsou omítnuté parapetní zídky na koncích sešikmené k terénu. Zídky jsou kryté kamennými deskami s přesahem. Na vnitřní straně zídky na východní straně je žulová deska s latinským nápisem: MDCCLXXXI DADIFICATUM SUB REGNANTE PRINCIPE JOSEPHO FR. SCHWARZENBERGI. Most je široký 7 m. Vozovka na mostě má asfaltový povrch.

## Most ve filmu
Most byl zachycen ve filmech Pan Vok odchází a Líbánky.

## Galerie

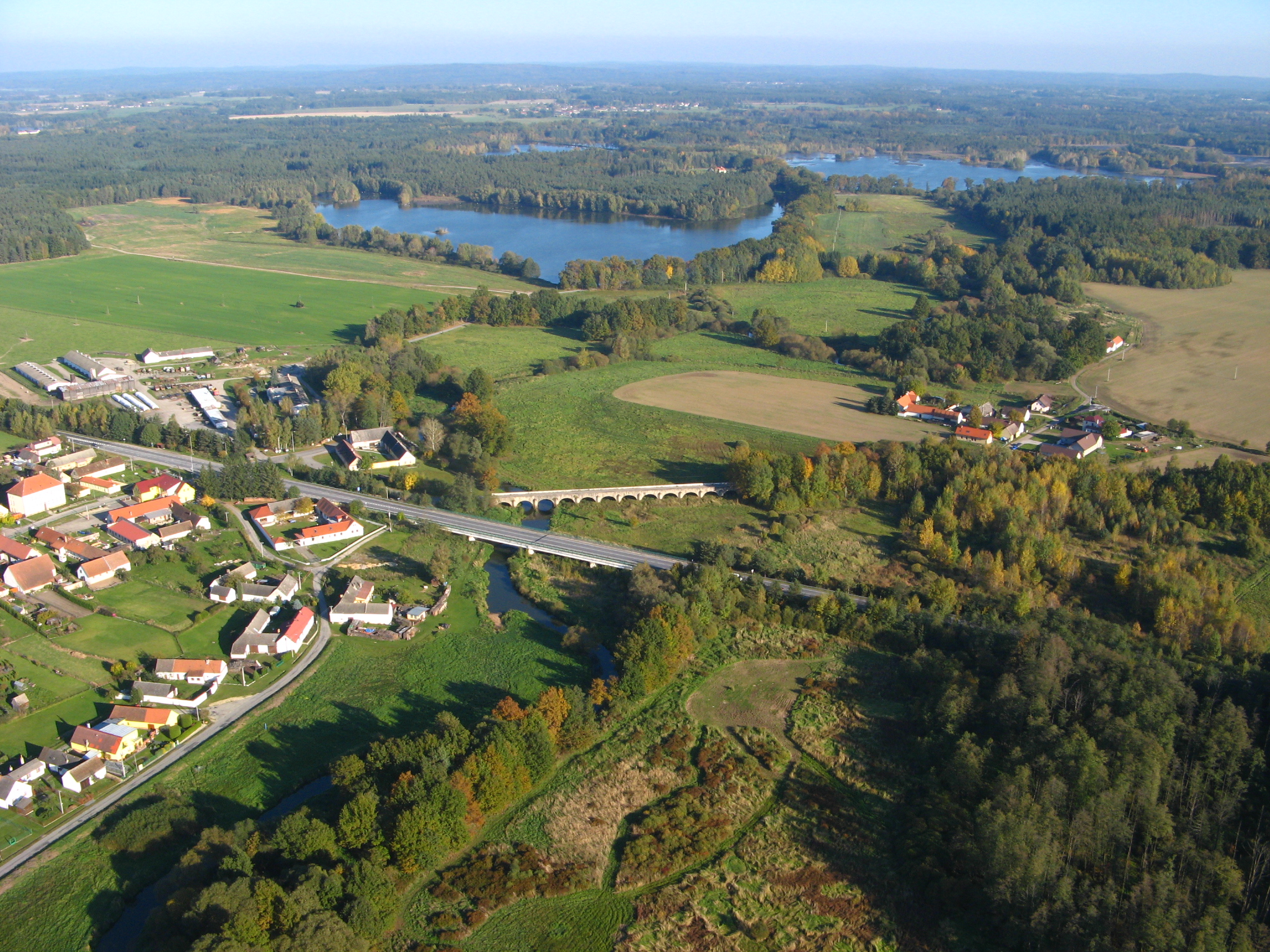
Letecký pohled na Starou Hlínu. Starý inundační most se nachází uprostřed snímku.
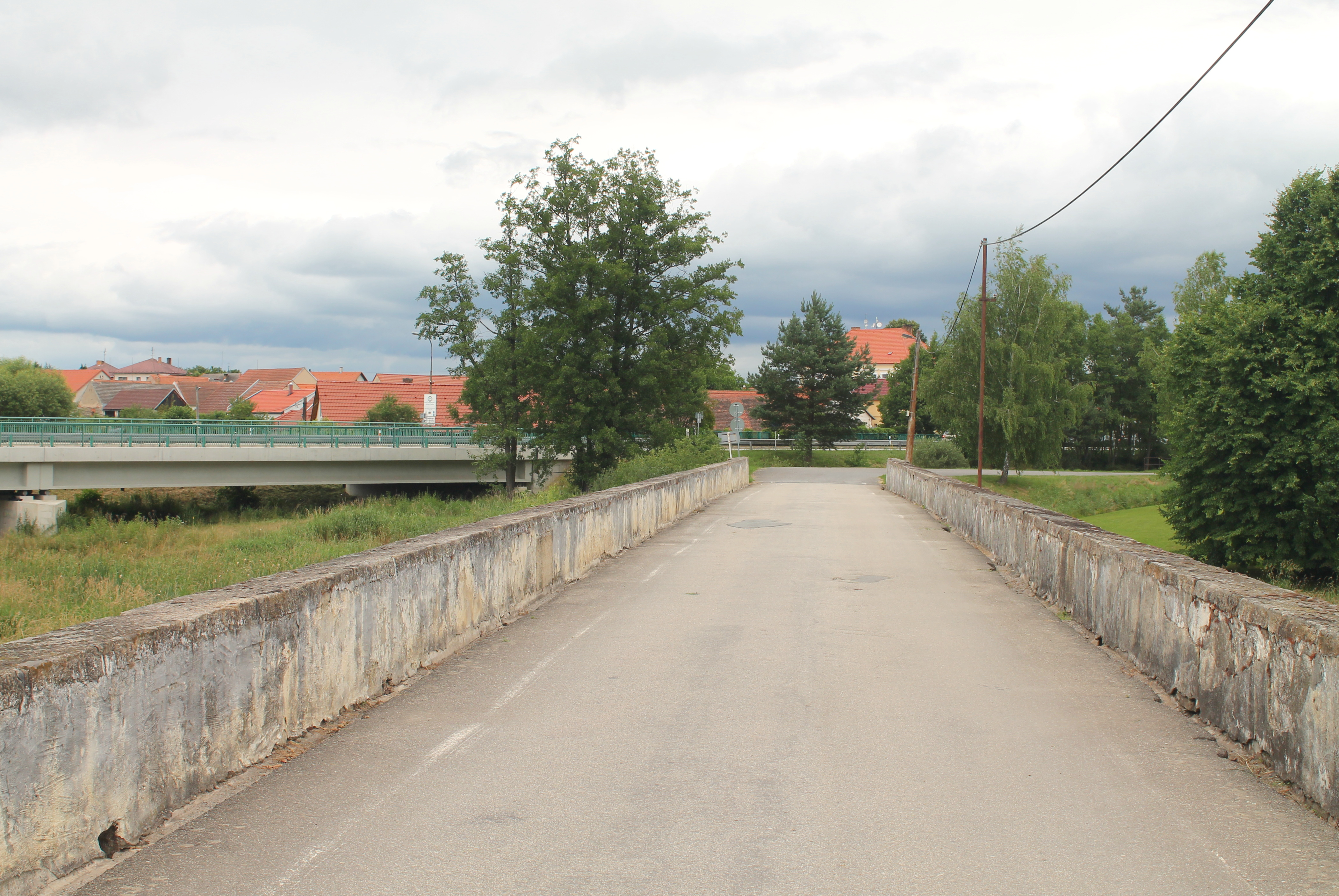
Komunikace na mostě, v pozadí most na přeložce silnice I/34
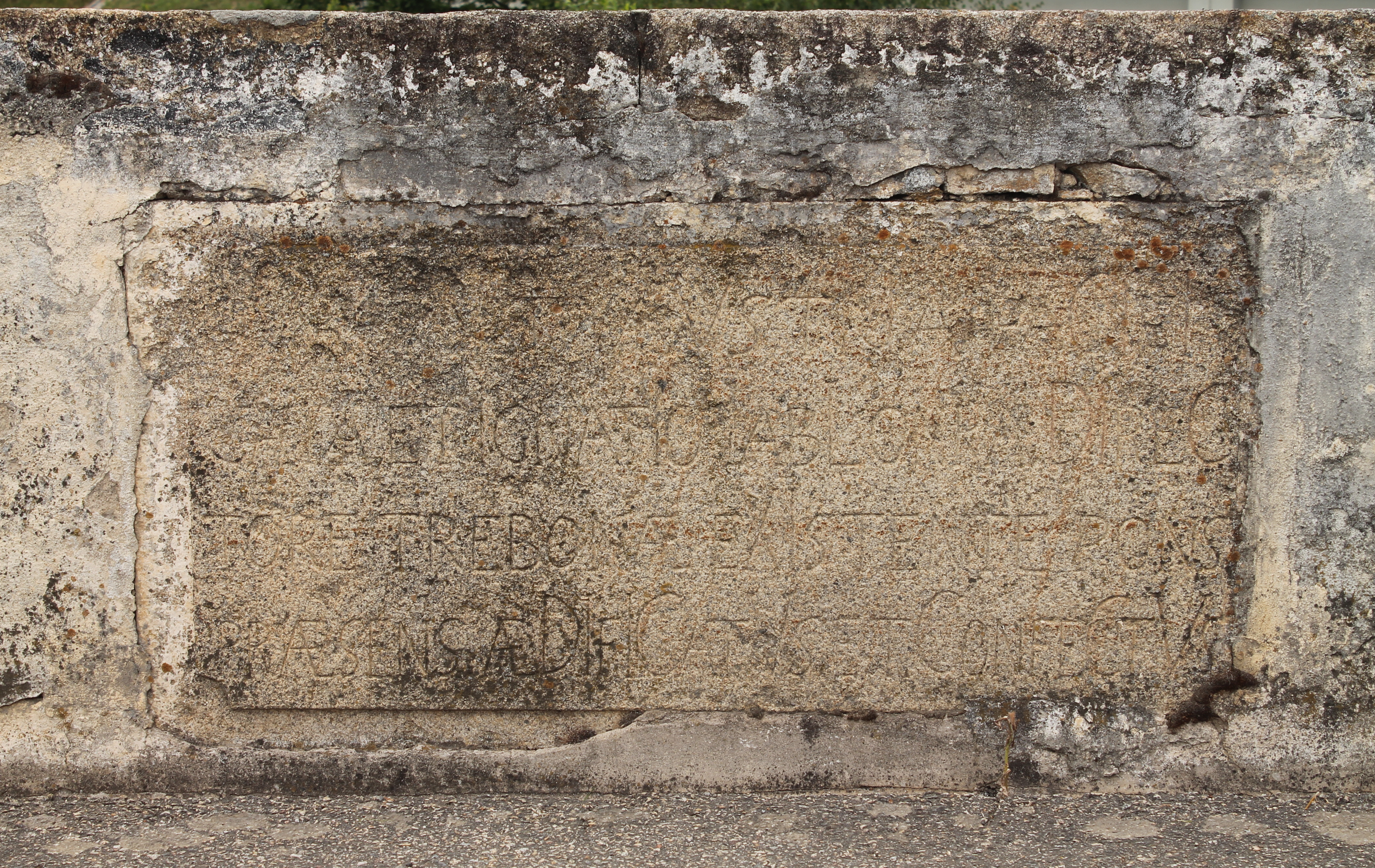
Pamětní deska v parapetní zídce s latinským nápisem